# Гюнтер Блобель
Гюнтер Блобель (нім. Gunter Blobel; 21 травня 1936, Вальтерсдорф, Німеччина (нині село Неґославиці (Польща) — 18 лютого 2018) — американський біолог німецького походження, лауреат Нобелівської премії з фізіології або медицини 1999 року « за виявлення в білкових молекулах сигнальних амінокислотних послідовностей, відповідальних за адресний транспорт білків у клітині». Професор Рокфеллерівського університету.

## Біографія
Гюнтер Блобель народився 21 травня 1936 року в невеликому селі Вальтерсдорф у прусській провінції Нижня Сілезія (нині територія Польщі, Сілезьке воєводство). Закінчив Тюбінгенський університет у 1960 році. Здобув ступінь доктора філософії в Університеті Вісконсин-Медісон (США) в 1967 році. З цього ж року працює в Рокфеллерівському університеті (з 1983 — професор). У 1986 році отримав позицію дослідника в Медичному інституті Говарда Х'юза.

## Науковий внесок
Білки синтезуються на рибосомах в цитоплазмі. Однак було невідомо, яким чином вони доставляються в клітинні органели, де вони і повинні здійснювати свої функцію (наприклад, в мітохондрію або в ядро). В 1970 році Блобель проводив експерименти з транслокації білків через мембрани. Він відкрив, що багато білків мають так звану сигнальну послідовність (сигнальний пептид), коротку амінокислотну послідовність, яка грає роль поштового індексудля доставки того чи іншого білка в потрібну органеллу. За відкриття адресного транспорту білка Блобель здобув 1999 року Нобелівську премію з медицини і фізіології.

## Визнання
- 1978: Премія НАН США в галузі молекулярної біології[en]
- 1982: Міжнародна премія Гайрднера
- 1983: член НАН США
- 1983: член Леопольдина[6]
- 1983: Медаль Отто Варбурга[en]
- 1983: Премія Ричарда Лаунсбері[en]
- 1984: член Американської академії мистецтв та наук
- 1986: Медаль Вільсона[en]
- 1986: Keith R. Porter Lecture[en]
- 1987: Премія Луїзи Гросс Хорвіц
- 1989: Waterford Bio-Medical Science Award
- 1990: Президент Американського товариства клітинної біології[en]
- 1992: член Європейської академії [7]
- 1992: Премія Макса Планка
- 1992: Медаль Макса Дельбрюка[de]
- 1993: Премія Альберта Ласкера за фундаментальні медичні дослідження
- 1995: Ciba Drew Award in Biomedical Research
- 1996: Міжнародна премія короля Фейсала
- 1997: Mayor's Award for Excellence in Science and Technology
- 1999: Премія Мессрі[en]
- 1999: Нобелівська премія з фізіології або медицини, «За виявлення у білкових молекулах сигнальних амінокислотних послідовностей, відповідальних за адресний транспорт білків у клітині.»
- 2001: член Папської академії наук
- 2001: Орден Pour le Mérite
- 2001: AmCham Transatlantic Partnership Award
- 2006: орден St. Heinrichs Nadel[de]
- 2008: Іноземний член Російської академії наук[8]
- 2014: AACR[en] Academy[9]